# Hospital das Chagas
O Hospital das Chagas, instalado no edifício do atual Comando Distrital de Viseu da PSP, foi um hospital pertencente à Santa Casa da Misericórdia de Viseu, fundado por Jerónimo Bravo e sua mulher Isabel de Almeida.
O edifício situava-se junto da antiga igreja de S. Martinho. Inicialmente focado no tratamento deleprosos, no hospital tratavam-se os doentes que não excedessem os três meses de cuidados hospitalares.

### Fundação
Foi fundado em 1565, quando Jerónimo Bravo e sua mulher Isabel de Almeida, deixavam rendas próprias para a construção de um hospital para atender à população da cidade. As obras tiveram lugar até 1585. A admissão, sustento e tratamentos dos doentes ficava, portanto, a cargo da Santa Casa da Misericórdia de Viseu. Numa pedra, estão perpetuados os nomes dos seus fundadores.

### Remodelação e Ampliação
Com o crescimento da cidade, e com a crescente necessidade de tratamentos hospitalares pela população, D. Júlio Francisco de Oliveira, bispo da cidade, dá ordem de reestruturação e ampliação do Hospital das Chagas, entre os anos de 1758 e 1760.
Em 1760 existiam duas enfermarias: uma para homens e outra para mulheres com quarentena e oito lugares para além dos do venéreo e uma casa separada com roda para crianças expostas.
Rapidamente, se aperceberam, da necessidade de se construir outro hospital, denominado Hospital Novo (antigo Hospital de São Teotónio). A primeira pedra teria sido lançada pelo Bispo D. Francisco Monteiro Pereira de Azevedo, no dia 29 de março  de 1793. A Santa Casa recebeu esmolas provenientes de diferentes Bispos e particulares. A construção decorreu lentamente sendo suspensa alguns anos por falta de dinheiro e por causa das invasões francesas e guerra civil. 

### Encerramento
Em 1842, apesar de ainda estar inacabado, o novo Hospital de São Teotónio, recebeu os seus primeiros doentes, transferidos do velho Hospital das Chagas, tendo a sua construção durado 49 anos.
De 1842, a 1875, o Hospital das Chagas manteve-se devoluto, tendo sido nesse ano último vendido ao Governo que ali estabelece o Hospital da Guarnição Militar de Viseu e nele instala depois o Comando da Polícia de Segurança Pública, até aos nossos dias.